# Tsonga (langue)
Pour les articles homonymes, voir Tsonga.
Le tsonga ou xitsonga est une langue principalement parlée en Afrique du Sud et au Mozambique. Il est parlé par le peuple tsonga, également appelé shangaan. Au Mozambique, les principales variantes, considérées parfois comme des langues et parfois comme des dialectes, sont le xironga (province de Maputo), le xichangana (province de Gaza) et le xitswa (nord de la province d'Inhambane).[réf. souhaitée]
Le nombre total de locuteurs était estimé à 3 669 000 en 2006.

## Exemples
- Avuxeni : Bonjour (le matin)
- I nhlikhani : Bonjour (l'après-midi)
- Riperile : Bonsoir

Il est ensuite conseillé de répondre : Ahee, Kunjani/Minjani pour s'enquérir de l'état de santé de l'interlocuteur.
- Hi pfukile : Ça va
- Hi kona : Nous allons bien

- Ku Famba : Partir
- A hi fambi : Allons-y
- Inkomu : Merci

- Famba Kahle : Au revoir (en restant)
- Sala Kahle : Au revoir (en partant).

### Notre Père
Traduction du chant religieux Notre Père en tsonga :
Tata wa hina la nge matilweni,
vito ra wena a ri hlawuleke ;
a ku te ku fuma ka wena ;
ku rhandza ka wena a ku endliwe misaveni,
tanihi loko ku endliwa tilweni.
U hi nyika namuntlha vuswa bya hina bya siku rin'wana ni rin'wana ;
u hi rivalela swidyoho swa hina,
tanihi loko na hina hi rivalela lava hi dyohelaka ;
u nga hi yisi emiringweni,
kambe u hi ponisa eka Lowo biha,
Amen.